# Moritz Jaffé
Moritz Jaffé   (Poznań, 3 de juny de 1834 - Berlín, 7 de juliol de 1925) fou un compositor i violinista alemany.
Estudià en els Conservatoris de Berlín i París i és autor de les operes Das Käthchen von Heilbronn (Augsburg, 1866); Ekkehard (Berlín 1875), i La duchessa di Svezia (Milà, 1893), així d'un quartet per a corda i nombroses composicions per a violí.